# Delias patrua
Delias patrua is een vlindersoort uit de familie van de Pieridae (witjes), onderfamilie Pierinae.
Delias patrua werd in 1890 beschreven door Leech.